# Amr Fahim
Amr Fahim (Cairo, 4 de outubro de 1976) é um ex-futebolista profissional egípcio que atuava como defensor.

## Carreira
Amr Fahim representou o elenco da Seleção Egípcia de Futebol no Campeonato Africano das Nações de 2004.

## Títulos
Seleção Egípcia
- Campeonato Africano das Nações: 1998